# Nohup
nohup – uniksowe polecenie używane do uruchamiania innego programu w taki sposób, aby ten nie został wyłączony podczas wylogowania. W systemie GNU ten program jest w pakiecie GNU Coreutils.

## Przykład
Uruchamiamy program o nazwie "test":
```
$ nohup test &
$ exit
```